# Escabala
Escabala (en griego, Σκάβαλα) fue una antigua ciudad griega de la península Calcídica. 
Es citada en un fragmento de Teopompo recogido por Esteban de Bizancio, en donde se afirma que fue una colonia de Eretria.
Perteneció a la liga de Delos puesto que aparece en los registros de tributos a Atenas entre los años 454/3 y 433/2 a. C. Puesto que es probable que fuera una de las ciudades que se rebelaron contra Atenas en el año 432 a. C. y que en uno de los registros pagó el phoros de forma conjunta con Olinto y Asa, se ha sugerido que se localizaba al norte de la península de Sitonia.